# Oniks
Oniks se nanaša predvsem na vzporedno pasovno različico kalcedona, oksidnega minerala. Ahat in oniks sta obe različici plastnega kalcedona, ki se razlikujeta le v obliki trakov; ahat ima ukrivljene pasove, medtem ko ima oniks vzporedne pasove. Barve pasov segajo od črne do skoraj vseh barv. Primerki oniksa običajno vsebujejo črne in/ali bele pasove. Oniks se kot opisni izraz uporablja tudi za vzporedne pasove alabastra, marmorja, kalcita, obsidiana in opala ter zavajajoče za materiale z zvitimi pasovi, kot sta jamski oniks in mehiški oniks.

## Etimologija
Oniks izvira iz latinščine (istega črkovanja), iz starogrške besede ὄνυξ, kar pomeni 'krempelj' ali 'noht'. Oniks z mesnatimi in belimi pasovi je lahko včasih podoben nohtu.

## Sorte
Oniks je sestavljen iz trakov kalcedona v izmeničnih barvah. Je kriptokristaliničen, sestavljen iz finih prepletov kremenčevih mineralov kremena in moganita. Njegovi pasovi so vzporedni drug z drugim, v nasprotju z bolj kaotičnim pasom, ki se pogosto pojavlja pri ahatih.
Sardoniks je različica, pri kateri so obarvani pasovi sard (odtenki rdeče) in ne črni. Črni oniks je morda najbolj znana sorta, vendar ni tako pogost kot oniks z barvnimi trakovi. Umetne obdelave so bile uporabljene že od antičnih časov za proizvodnjo črne barve v 'črnem oniksu' ter rdeče in rumene barve v sardoniksu. Večina 'črnega oniksa' na trgu je umetno obarvanega.

## Imitacije in obdelave
Ime se pogosto uporablja tudi za označevanje drugih trakastih materialov, kot je trakasti kalcit, ki ga najdemo v Mehiki, Indiji in drugih krajih ter ga pogosto izrezljamo, poliramo in prodajamo. Ta material je veliko mehkejši od pravega oniksa in veliko lažje dostopen. Večina izrezljanih predmetov, ki se danes prodajajo kot 'oniks', je ta karbonatni material.
Umetne vrste oniksa so bile izdelane tudi iz navadnega kalcedona in navadnih ahatov. Naravoslovec iz prvega stoletja Plinij starejši je opisal te tehnike, ki so jih uporabljali v rimskih časih. Obdelave za proizvodnjo črne in drugih barv vključujejo namakanje ali prekuhavanje kalcedona v sladkornih raztopinah, nato obdelavo z žveplovo ali klorovodikovo kislino za karbonizacijo sladkorjev, ki so bili absorbirani v zgornje plasti kamna. Te tehnike se še vedno uporabljajo, kot tudi drugi načini barvanja, večina prodanih tako imenovanih 'črnih oniksov' pa je umetno obdelanih. Poleg obdelav z barvilom se za posvetlitev ali odpravo nezaželenih barv uporabljajo segrevanje in obdelava z dušikovo kislino.

## Geografski pojav
Oniks je dragi kamen, ki ga najdemo v različnih regijah sveta, vključno z Grčijo, Jemnom, Urugvajem, Argentino, Avstralijo, Brazilijo, Kanado, Kitajsko, Češko, Nemčijo, Pakistanom, Indijo, Indonezijo, Madagaskarjem, Latinsko Ameriko, Združenim kraljestvom in različnimi državami v ZDA.

## Zgodovinska uporaba
Ima dolgo zgodovino uporabe za rezbarjenje trdega kamna in nakit, kjer se običajno reže kot kabošon ali v kroglice. Uporabljali so ga tudi za kameje vgravirane dragulje v globokem reliefu in trdem kamnu, kjer trakovi ustvarjajo kontrast slike s podlago. Nekateri oniks so naravni, vendar se večina materiala v trgovini proizvaja z barvanjem ahata.
Oniks so v Egiptu uporabljali že v drugi dinastiji za izdelavo skled in drugih lončenih predmetov. Uporaba sardoniksa se pojavlja v umetnosti minojske Krete, zlasti iz arheoloških najdb v Knososu.
Brazilski zeleni oniks so pogosto uporabljali kot podstavke za skulpture v slogu art déco, ustvarjene v 1920-ih in 1930-ih. Nemški kipar Ferdinand Preiss je uporabil brazilski zeleni oniks za osnovo na večini svojih krizalefantinskih skulptur. Zeleni oniks so uporabljali tudi za pladnje in posodice – proizvedene predvsem v Avstriji – pogosto z majhnimi bronastimi živalmi ali figurami.
Oniks je večkrat omenjen v Svetem pismu. Sardoniks (oniks, v katerem se izmenjujejo bele plasti s sardom – rjavkasta barva) je tudi omenjen v Svetem pismu.
Oniks so poznali že stari Grki in Rimljani. Naravoslovec iz prvega stoletja Plinij starejši je v svoji Naturalis Historia opisal tako vrsto oniksa kot različne tehnike umetne obdelave.
Mies van der Rohe je slavno uporabil plošče iz oniksa (iz gorovja Atlas) v vili Tugendhat v Brnu (dokončana 1930), da je ustvaril lesketajočo se polprosojno notranjo steno.
Hôtel de la Païva v Parizu je znan po dekorju iz rumenega oniksa, drugi oder novega Mariinskega gledališča v Sankt Peterburgu pa uporablja rumeni oniks v preddverju.
Džahangirjev prestol (urdu Takht-i-Jahangir) je bil izdelan iz črnega oniksa. Zgradil ga je mogulski cesar Džahangir (31. avgust 1569 – 28. oktober 1627) leta 1602 in je v Divan-i-Khas (dvorani za zasebne avdience) v utrdbi v Agri, Utar Pradeš, Indija.

### Vraževerja
Stari Rimljani so vstopili v boj z amuleti iz sardoniksa, na katerih je bil vgraviran Mars, bog vojne. Verjeli so, da daje pogum v boju. V renesančni Evropi so verjeli, da nošenje sardonika daje zgovornost. Tradicionalno perzijsko prepričanje je, da pomaga pri epilepsiji. Sardoniks so tradicionalno uporabljale angleške babice za olajšanje poroda tako, da so ga položile med prsi matere.